# (3668) Ilfpetrov
(3668) Ilfpetrov (1982 UM7) – planetoida z pasa głównego asteroid okrążająca Słońce w ciągu 3,24 lat w średniej odległości 2,19 au Odkryła Ludmiła Karaczkina 21 października 1982 roku.